# لا إيزابيلا

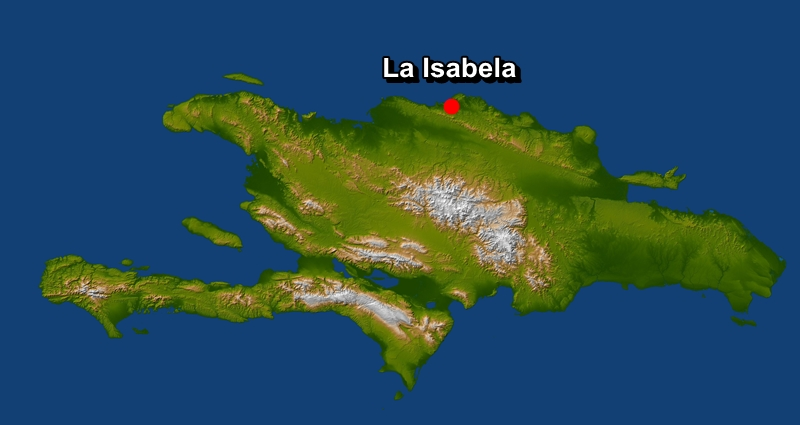
موقع لا إزابيلا في جزيرة هيسبانيولا - حاليًا جمهورية الدومنيكان.

لا إيزابيلا (بالإسبانية: La Isabela) هي واحدة من أوائل المستوطنات الأوروبيّة التي أُقيمت في العالم الجديد بعد اكتشافه من قبل الرحّالة كرستوفر كولومبوس خلال عصر الاستكشافات. تأسست هذه المستوطنة عام 1493 بعد عام واحد من إنشاء مستوطنة لا نافيداد القريبة منها، وتقع في شمال جزيرة هيسبانيولا فيما يُعرف اليوم بجمهوريّة الدومينيكان في منطقة الكاريبي.
لقد تم التخلّي عن هذه المدينة بعد فترة وجيزة لصالح مدينة سانتو دومينغو والتي تأسست في 1496 وأصبحت لاحقًا عاصمةً لجمهوريّة الدومينيكان. ويقع في لا إيزابيلا أول مبنى لكنيسة في الأمريكتين ونُصُب تذكاري لأول مُستعمرة إسبانيّة في المنطقة.

## تاريخ
قام كولومبوس ببناء هذه المستوطنة عام 1493 بعد عودته إلى جزيرة هيسبانيولا واكتشافه أن السكان الأصليّون قد قاموا بمهاجمة مستوطنة لا نفيداد، مما أدى إلى حرقها ومقتل جميع سكّانها انتقامًا من اختطاف المستوطنين الأوربيّين لعدد من النساء من السكان الأصليّين في وقت سابق.
لقد سمّى كولومبوس هذه المستوطنة بهذا الاسم نسبةً للملكة إيزابيلا الأولى ملكة قشتالة، وتقع بالقرب من لا نافيداد شرقًا فيما يُعرف اليوم بجمهوريّة الدومينيكان، حيث تُعتبر أقدم مستوطنة أوربيّة في الأمريكيتين موجودة حتى الآن، مع الأخذ بعين الاعتبار وجود بعض المستوطنات القديمة التي شيّدها الفايكنغ في غرينلاند ونيوفندلاند في القرن السادس.

## وصلات خارجية
- المركز الإنساني الوطني: الأولى في جبال الأنديز: كولوموبس يؤسس قرية لا إيزابيلا على جزيرة هسبانيولا، 1493 (بالإنجليزية)